# Butrus Harb
Butrus Harb, ang. Boutros Joseph al Khoury Harb, arab.: بطرس حرب (ur. w 1944 w Tannurin) – libański prawnik i polityk, katolik-maronita. Ukończył prawo libańskie i francuskie na Uniwersytecie Świętego Józefa. W 1972 r. został po raz pierwszy wybrany deputowanym parlamentu Libanu. W 1979 r. został ministrem edukacji oraz robót publicznych i transportu w gabinecie Salima al-Hussa. Podczas wojny domowej był jednym z mediatorów w konflikcie między Falangami a Maradą, spowodowanym zabójstwem Tony'ego Farandżijji. W latach 1990–1992 ponownie kierował ministerstwem edukacji. Wziął udział w bojkocie wyborów parlamentarnych w 1992 r. Od 1996 r. jest deputowanym do Zgromadzenia Narodowego. Podczas okupacji syryjskiej związał się z opozycyjnym Zgromadzeniem Kurnet Szehwan. Był wymieniany jako jeden z kandydatów na urząd prezydenta. W rządzie premiera Sada al-Haririego sprawował funkcję ministra pracy.